# Аматов Урматбек Абдирасулович
Урматбек Абдирасулович Аматов (нар. 27 травня 1993, село Ленінське, Аламудунський район, Чуйська область) — киргизький борець греко-римського стилю, срібний призер чемпіонату Азії. Майстер спорту міжнародного класу.

## Життєпис
Закінчив Ленінську школу, потім вступив до Киргизького державного університету будівництва, транспорту та архітектури імені М. Ісанова на спеціальність спортивно-оздоровчий туризм.
Греко-римською боротьбою почав займатися у 10 років, прийшов у спортзал, який був у його селі та почав тренуватися. Вперше на килим вийшов у 12 років. літніх юнацьких Олімпійських іграх 2010 року здобув золоту нагороду. У 2012 році став бронзовим призером чемпіонату Азії серед юніорів. На чемпіонаті Азії 2018 року серед дорослих здобув срібну медаль, поступившись у фіналі Ельмурату Тасмурадову з Узбекистану.

## Спортивні результати на міжнародних змаганнях

### Виступи на Чемпіонатах світу
| Змагання                        | Збірна     | Вагова категорія                 | Місце |
| ------------------------------- | ---------- | -------------------------------- | ----- |
| Чемпіонат світу з боротьби 2018 | Киргизстан | греко-римська боротьба, до 63 кг | 12    |

### Виступи на Чемпіонатах Азії
| Змагання                       | Збірна     | Вагова категорія                 | Місце  |
| ------------------------------ | ---------- | -------------------------------- | ------ |
| Чемпіонат Азії з боротьби 2018 | Киргизстан | греко-римська боротьба, до 63 кг | Срібло |
| Чемпіонат Азії з боротьби 2019 | Киргизстан | греко-римська боротьба, до 63 кг | 5      |
| Чемпіонат Азії з боротьби 2021 | Киргизстан | греко-римська боротьба, до 63 кг | 5      |

### Виступи на інших змаганнях
| Змагання                                    | Збірна     | Вагова категорія                 | Місце  |
| ------------------------------------------- | ---------- | -------------------------------- | ------ |
| Кубок Владислава Пітласинські 2011          | Киргизстан | греко-римська боротьба, до 60 кг | 27     |
| Кубок Президента Казахстану з боротьби 2013 | Киргизстан | греко-римська боротьба, до 60 кг | 18     |
| Турнір Вехбі Емре і Гаміта Каплана 2015     | Киргизстан | греко-римська боротьба, до 59 кг | 23     |
| Меморіал Болата Турлиханова 2015            | Киргизстан | греко-римська боротьба, до 59 кг | 7      |
| Клубний чемпіонат світу з боротьби 2015     | Киргизстан | команда                          | 9      |
| Меморіал Болата Турлиханова 2016            | Киргизстан | греко-римська боротьба, до 59 кг | Бронза |
| Кубок Тахті 2018                            | Киргизстан | греко-римська боротьба, до 63 кг | Бронза |
| Гран-прі Угорщини з боротьби 2018           | Киргизстан | греко-римська боротьба, до 63 кг | Бронза |
| Турнір Вехбі Емре і Гаміта Каплана 2018     | Киргизстан | греко-римська боротьба, до 63 кг | 15     |
| Турнір Дана Колова — Николи Петрова 2019    | Киргизстан | греко-римська боротьба, до 63 кг | 10     |

### Виступи на змаганнях молодших вікових груп
| Змагання                                      | Збірна     | Вагова категорія                 | Місце  |
| --------------------------------------------- | ---------- | -------------------------------- | ------ |
| Літні юнацькі Олімпійські ігри 2010           | Киргизстан | греко-римська боротьба, до 58 кг | Золото |
| Чемпіонат Азії з боротьби серед юніорів 2012  | Киргизстан | греко-римська боротьба, до 60 кг | Бронза |
| Чемпіонат світу з боротьби серед юніорів 2012 | Киргизстан | греко-римська боротьба, до 60 кг | 9      |
| Чемпіонат світу з боротьби серед юніорів 2013 | Киргизстан | греко-римська боротьба, до 60 кг | 15     |